# Colleret
Colleret is een gemeente in het Franse Noorderdepartement (Frans: département du Nord) in de regio Hauts-de-France. De plaats maakt deel uit van het arrondissement Avesnes-sur-Helpe. De gemeente telde 1.551 inwoners op 1 januari 2022.

## Geografie
De oppervlakte van Colleret bedroeg op 1 januari 2022 18,79 vierkante kilometer; de bevolkingsdichtheid was toen 82,5 inwoners per km². In de gemeente ligt spoorwegstation Colleret.

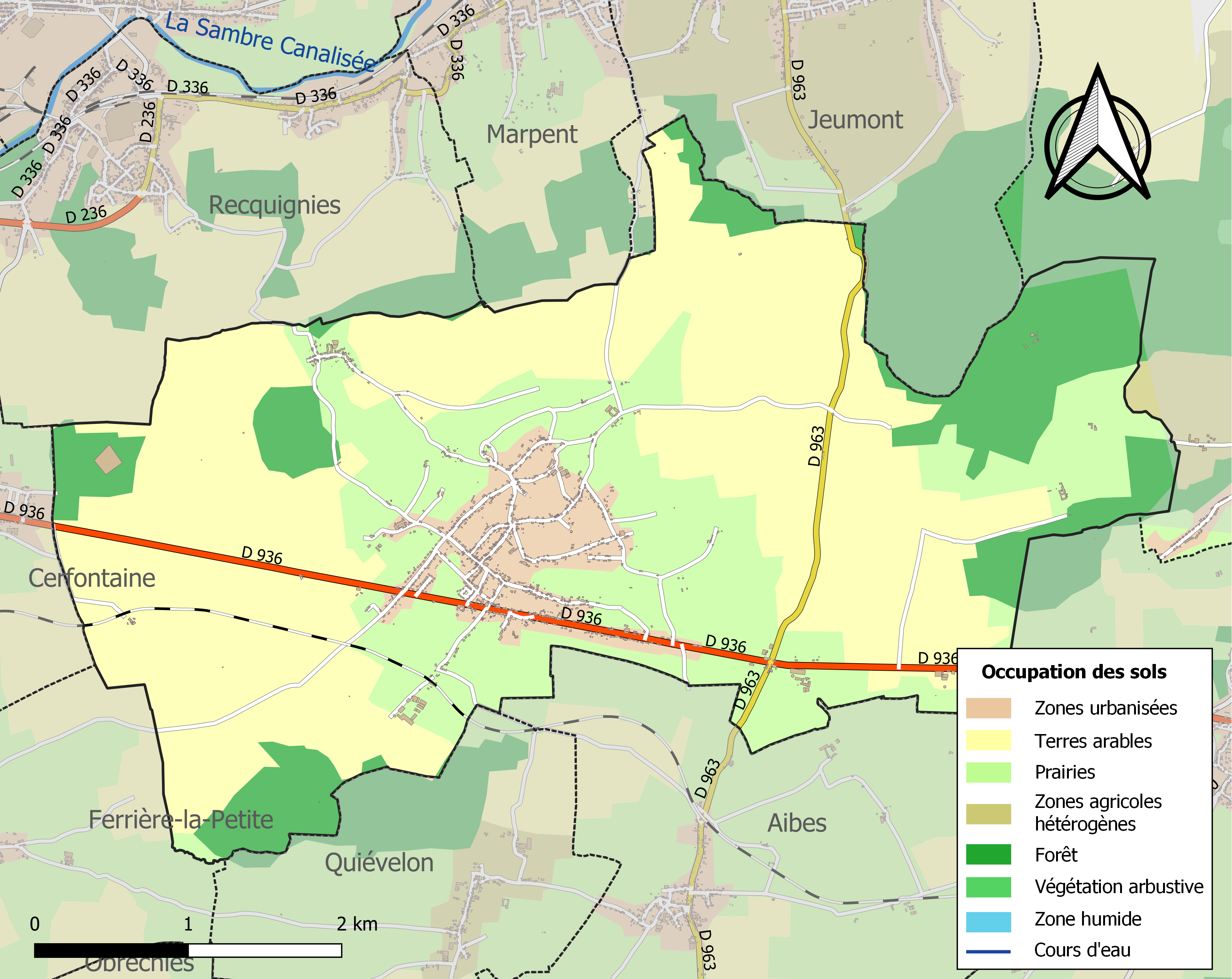
Kaart van de gemeente met belangrijkste infrastructuur, bodemgebruik en omliggende gemeenten

## Demografie
Onderstaande figuur toont het verloop van het inwonertal (bron: INSEE-tellingen).